# Павловка (Твердиловский сельсовет)
Павловка — упразднённый посёлок в Бузулукском районе Оренбургской области. На момент упразднения входил в состав сельского поселения Твердиловский сельсовет (в настоящее время территория на которой располагался посёлок находится в составе Подколкинского сельсовета). Исключен из учётных данных в 1964 году.

## География
Располагался у балки Ленинградская, на расстоянии, примерно, 2 километра к северу от села Подколки.

## История
По данным на 1931 год хутор Павловский состоял из 55 хозяйств. В административном отношении входил в состав Подколкинского сельсовета Бузулукского района Средневолжского края. С 1953 года в составе Твердиловского сельсовета. Посёлок являлся отделением колхоза имени К.Маркса.
Решением Бузулукского райисполкома № 373 от 11 ноября 1964 года посёлок Павловка ликвидирован.

## Население
По данным на 1930 год на хуторе проживало 358 человек, основное население — русские.